# جغرافیای آنگولا

موقعیت آنگولا در جنوب قاره آفریقا.

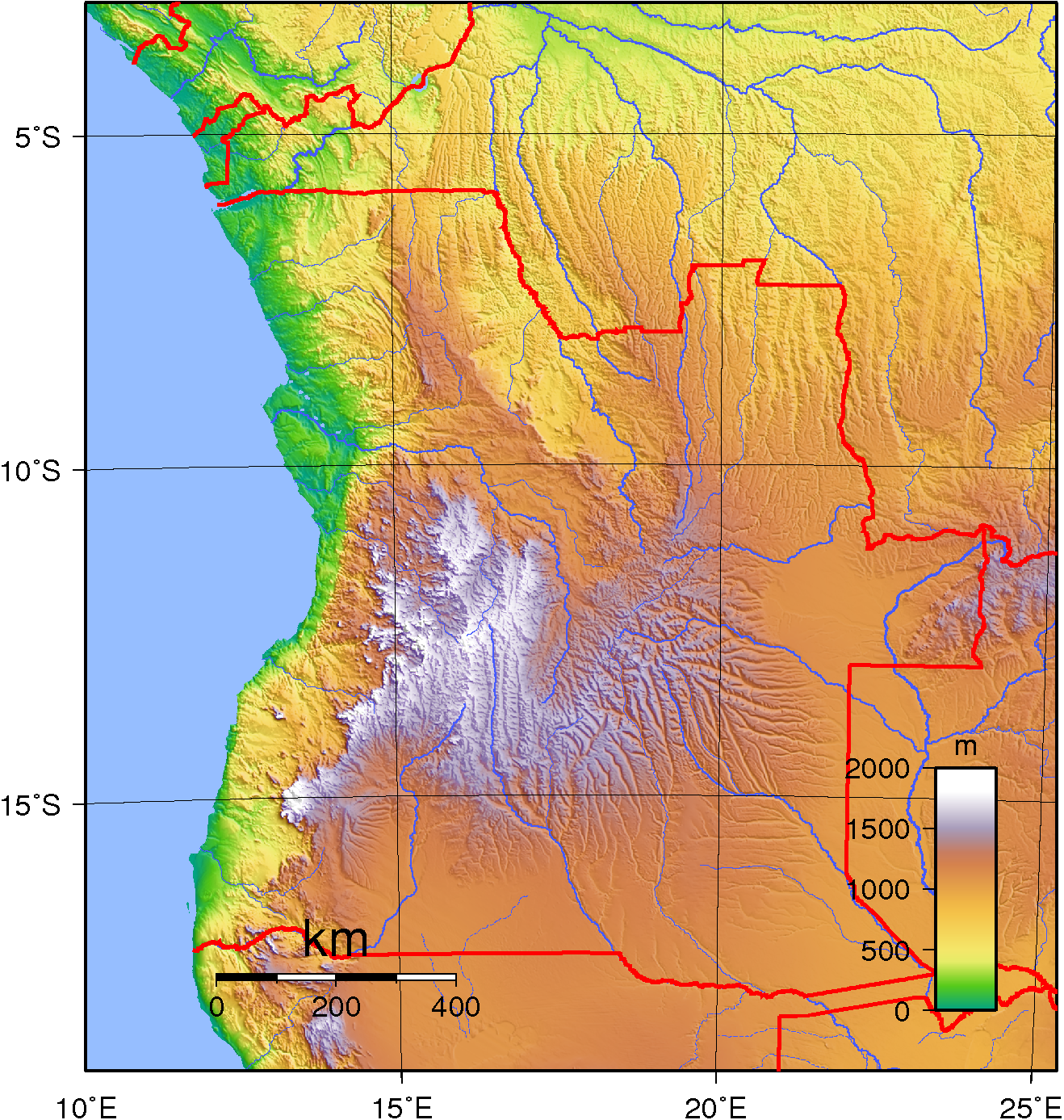
نقشه ناهمواری‌های آنگولا.

آنگولا کشوری است در مرکز آفریقا واقع در ساحل غربی اقیانوس اطلس. این کشور بین نامیبیا و جمهوری کنگو واقع شده‌است. آنگولا همچنین از شرق با جمهوری دموکراتیک کنگو و زامبیا هم‌مرز است.
این کشور شامل یک دشت ساحلی کم‌آب و تا حدی کم‌گیاه است که در مسافت ۵۰ تا ۱۶۰ کیلومتر در داخل کشور امتداد دارد. کمی در داخل و موازی با ساحل، کمربندی از تپه‌ها و کوه‌ها و در پشت آن یک فلات بزرگ قرار دارد. مساحت کل خشکی کشور ۱٬۲۴۶٬۷۰۰ کیلومتر مربع است.
بلندترین نقطه کشور کوه موکو با ۲۶۲۰ متر و پست‌ترین نقطه آن در کنار ساحل اقیانوس است. طولانی‌ترین رود آنگولا رود کنگو است با ۴۳۴۴ کیلومتر درازا.
این کشور به یک نوار ساحلی خشک؛ ارتفاعات مرطوب و داخلی؛ گرم‌دشت خشک در قسمت داخلی جنوب و جنوب شرقی؛ و جنگل بارانی در شمال و در کابیندا تقسیم شده‌است. نوار ساحلی آن از نامیبیا تا لواندا کشیده شده‌است.
ارتفاعات کشور به‌طور کلی از ۹۰۰ تا ۱۸۰۰ متر متغیر است. ساحل در بیشتر قسمت‌ها مسطح است، گاهی صخره‌های کم‌ارتفاع و تکه‌هایی از ماسه‌سنگ قرمز در آن دیده می‌شود.
رودخانه زامبزی و چندین سرشاخه رودخانه کنگو از آنگولا سرچشمه می‌گیرند.

## آب و هوا
مانند دیگر مناطق گرمسیری آفریقا، آنگولا فصل‌های بارانی و خشک متمایز و متناوبی را تجربه می‌کند. یک فصل بارانی کوتاه از فوریه تا آوریل وجود دارد. تابستان‌ها گرم و خشک و زمستان‌ها معتدل است.
نوار ساحلی با جریان هوای خنک بنگوئلا تعدیل می‌شود و در نتیجه آب و هوایی شبیه به ساحل پرو یا باخا کالیفرنیا دارد. در جنوب و در امتداد ساحل تا لواندا نیمه خشک است. ارتفاعات داخلی دارای آب و هوای معتدل با فصل بارندگی از نوامبر تا آوریل و پس از آن فصل خشک سرد از ماه مه تا اکتبر است.

مناطق آب‌وهوایی آنگولا.

در استپ دو فصل بارانی وجود دارد: باران‌های کوتاه از نوامبر تا فوریه و باران‌های زیاد از مارس و آوریل. تابستان‌ها گرم و مرطوب و زمستان‌ها معتدل و خشک است. شمال دارای فصل سرد و خشک است. آب و هوا به شدت تحت تأثیر بادهای غالب است. دو فصل مشخص می‌شود - سرد، از ژوئن تا سپتامبر. و بارانی، از نوامبر تا آوریل. بیشترین بارندگی در آوریل رخ می‌دهد و با طوفان‌های شدید همراه است. شمال دور و کابیندا بیشترین میزان بارندگی سالانه را دارند.

## گیاهان و جانوران
گیاهان و جانوران آنگولا بیشتر همان گونه‌های رایج در مناطق گرمسیری آفریقا هستند. تا جنوب بنگوئلا، کرانه‌های دریا سرشار از نخل‌های روغنی و جنگل‌های حرا است. در قسمت شمالی این استان جنگل‌های انبوه وجود دارد. در جنوب به سمت کوننه، مناطقی از خاربیشه‌های متراکم وجود دارد.
درختان لاستیک طبیعی در این کشور فراوان است، اما در برخی از مناطق با روش‌های ابتدایی که گردآورندگان بومی لاستیک در پیش گرفته‌اند، تعداد آنها به میزان چشمگیری کاهش پیدا کرده‌است. درخت لندولفیا نیز یافت می‌شود. گیاهان قهوه، پنبه و فلفل گینه بومی هستند و گیاه تنباکو در چندین منطقه شکوفا می‌شود. در میان درختان چندین درخت وجود دارند که الوار عالی می‌دهند، مانند تاکولا (Pterocarpus tinctorius)، که به اندازه بسیار زیاد رشد می‌کند، چوب آن به رنگ قرمز خونی است، و چوب ماهون آنگولا. پوست موسوئمبا (Albizzia coriaria) تا حد زیادی در دباغی چرم استفاده می‌شود. مولوندو میوه‌ای به اندازه یک توپ کریکت دارد که با پوسته سبز سخت پوشانده شده‌است و مانند انار دارای هسته‌های قرمز است.
جانوران شامل شیر، پلنگ، یوزپلنگ، فیل، زرافه، کرگدن، اسب آبی، گاومیش آفریقایی، گورخر، کودو و بسیاری دیگر از انواع شاخ‌درازان، خوک، شترمرغ و تمساح. آنگولا قبلاً به عنوان زیستگاه سگ وحشی آفریقایی به عنوان گونه در معرض خطر عمل می‌کرد که در حال حاضر به دلیل فعالیت‌های انسانی در دوره ۱۹۶۵ تا ۱۹۹۱ در سراسر کشور منقرض شده‌است. از میان ماهیان آنگولا می‌توان به زردپر معمولی، سیم و ماهی زرد آفریقایی اشاره کرد.